# Kimbanguismus

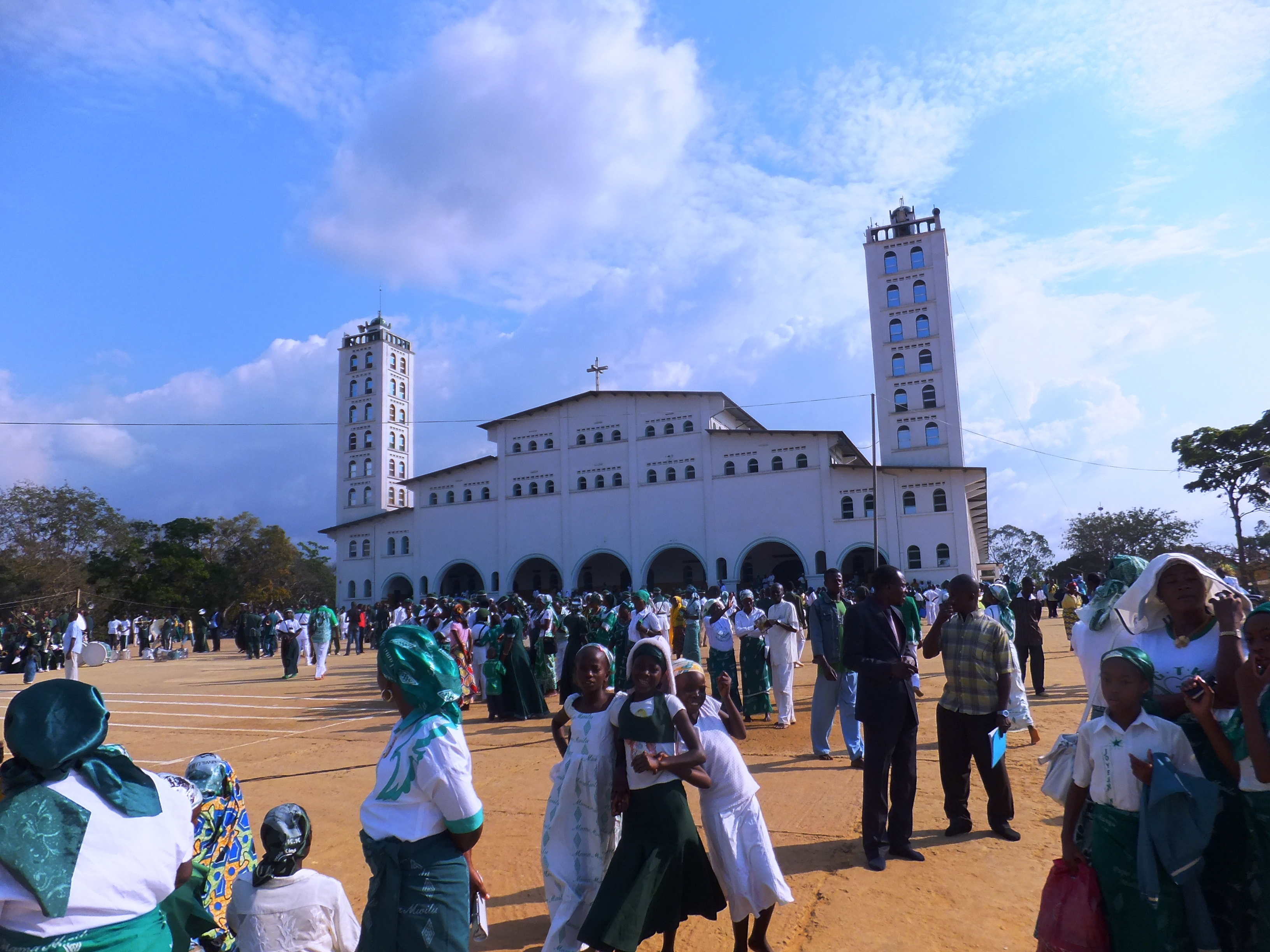
Kimbanguistický chrám ve Nkambě

Kimbanguismus (francouzsky Église de Jésus Christ sur la Terre par son envoyé spécial Simon Kimbangu, česky Církev Ježíše Krista a jeho zástupce na Zemi Simona Kimbangua) je křesťanská sekta pocházející z rovníkové Afriky. Jejím zakladatelem byl Simon Kimbangu (1887–1951), baptistický kazatel z vesnice Nkamba v tehdejším Belgickém Kongu. Od dubna 1921 začal hlásat novou víru založenou na svých zjeveních. Předpověděl brzký konec kolonizátorů a konal zázraky, podle ústní tradice dokázal i vzkřísit mrtvé. Jeho učení mělo mezi domorodci velký ohlas, v září 1921 proto belgické úřady Kimbangua zatkly a odsoudily k doživotnímu odnětí svobody. V roce 1951 zemřel ve věznici v Lubumbashi, jím založená sekta však stále získávala nové příznivce. V roce 1959 byli kimbanguisté uznáni v Kongu jako legální náboženství a v roce 1969 byli přijati do Světové rady církví.
Kimbanguismus sice uznává Nicejské vyznání, považuje však za vtělení Ducha svatého samotného Simona Kimbangua na základě veršů z Janova evangelia: „Milujete-li mne, budete zachovávat má přikázání; a já požádám Otce a on vám dá jiného Přímluvce, aby byl s vámi na věky – Ducha pravdy, kterého svět nemůže přijmout, poněvadž ho nevidí ani nezná. Vy jej znáte, neboť s vámi zůstává a ve vás bude.“ Tato sektářská víra se svou přísností blíží evangelikalismu: kimbanguisté mají zakázán šamanismus, mnohoženství (oboje je v Africe běžné i u lidí, kteří se formálně hlásí ke křesťanství), tělesné odhalování, tanec, používání alkoholu, tabáku a vepřového masa. Nejdůležitějšími svátky jsou 6. duben (začátek Kimbanguovy misijní činnosti), 12. říjen (den Kimbanguovy smrti) a Vánoce, které však kimbanguisté slaví 25. května, v den narození Kimbanguova syna a náboženského předáka Dialungany. Náboženské texty jsou psány zvláštním písmem mandombe. Centrem církve je Nkamba, označovaná věřícími jako nový Jeruzalém. Hlavou společenství je od roku 1992 Kimbanguův vnuk Simon Kimbangu Kiangani. Počet příslušníků církve se odhaduje na šest a půl milionu, nejpočetnější komunita je v Demokratické republice Kongo, kde se hlásí ke kimbanguismu téměř desetina obyvatel.
Kimbanguismus je znám také pro své vyhrocené,přímo nepřátelské postoje k etablovaným křesťanským církvím. Podle představitelů kimbanguismu by Bůh k Afričanům jistě neposlal bílé kazatele, kteří jim nerozumí, neznají jejich tradice a filozofie, a tak byli – a často stále jsou – ke katolickému i protestantskému křesťanství velmi nepřátelští. Kimbanguisté vyznávají, že skutečný Ježíš byl údajně černé pleti, neboť Ježíš bílé pleti by nebyl určen jim.